# ニキータ・ルカヴィツヤ
ニキータ・ヴァジモヴィチ・ルカヴィツヤ（ウクライナ語:Микита Вадимович Рукавиця、ラテン文字:Nikita Vadimovich Rukavytsya、1987年6月22日 - ）は、ウクライナ（当時はソビエト連邦）・ムィコラーイウ出身の元サッカー選手。現役時代のポジションはフォワード、ミッドフィルダー。

## 来歴

### クラブ
ウクライナで生まれるが、14歳の時に家族でオーストラリアのパースに移住。地元クラブのユースチームに所属後、2005年から2年間はオーストラリア国立スポーツ研究所のサッカー部門に所属していた。
Aリーグの2006-07シーズンの終盤に短期間の契約でパース・グローリーFCに入団。そこで出場機会を得て活躍したため、2007年3月に契約を2008-09シーズンまで延長した。
2008年4月、ドイツのハノーファー96に招待されてトライアルを受けるが不合格となる。2009年1月にはオランダのFCトゥウェンテのトライアルを受け見事合格、Aリーグのシーズン終了後に移籍。2009年6月、Aリーグでの活躍によってオーストラリアの23歳以下の最優秀選手に贈られる「ハリー・キューウェル・メダル」の初代受賞者となった。
2010年1月、ベルギーのKSVルーセラーレへレンタル移籍。ルーセラーレでは11試合5ゴールと結果を残すも、トゥウェンテの新監督となったミシェル・プロドームから構想外と判断され放出される。同年7月、ブンデスリーガ2部に降格したヘルタ・ベルリンに入団。
ヘルタでの1年目は31試合に出場し、4ゴールに加えリーグ2位の12アシストを記録し1部復帰に貢献。初のブンデスリーガ1部でのプレーとなった2011-12シーズンは24試合に出場したが、チームは16位で入れ替え戦に回り、フォルトゥナ・デュッセルドルフに敗れ2部降格となった。
2012-13シーズン開幕時はヘルタに所属していたが、移籍期限の2012年8月31日にブンデスリーガ1部の1.FSVマインツ05に移籍。
2014年10月13日、出場機会を求めてウェスタン・シドニー・ワンダラーズFCに移籍した。
2015年5月にウェスタン・シドニー・ワンダラーズを退団した。
2015年9月、イスラエルのベイタル・エルサレムに移籍した。
2016年6月8日、マッカビ・ハイファに移籍した。2019-20シーズンは22得点、2020-21シーズンは19得点を挙げ、2シーズン連続でリーグ得点王となった。

### 代表
ルカヴィツヤはウクライナ代表とオーストラリア代表のどちらかを選ぶ権利を有していたが、2008年夏にオーストラリアの北京五輪代表に選ばれたのを機にオーストラリア代表を選択。北京五輪ではグループリーグの3戦ともに出場した。
2009年8月、アイルランドとの親善試合でスコット・マクドナルドと交代出場してA代表デビューを果たした。
2010 FIFAワールドカップのメンバーに選ばれ、南アフリカ大会のオーストラリア代表の最年少選手となった。グループリーグ初戦のドイツ戦と第2戦のガーナ戦に途中出場した。
2012年11月14日の韓国との親善試合で代表初得点を挙げた。

## 代表歴

### 出場大会
- オーストラリア代表
  - 2010 FIFAワールドカップ

### 試合数
- 国際Aマッチ 21試合 1得点（2009年-2021年）[4]

| オーストラリア代表 | 国際Aマッチ | 国際Aマッチ |
| 年                 | 出場        | 得点        |
| ------------------ | ----------- | ----------- |
| 2009               | 1           | 0           |
| 2010               | 6           | 0           |
| 2011               | 0           | 0           |
| 2012               | 3           | 1           |
| 2013               | 3           | 0           |
| 2014               | 0           | 0           |
| 2015               | 0           | 0           |
| 2016               | 0           | 0           |
| 2017               | 3           | 0           |
| 2018               | 2           | 0           |
| 2019               | 0           | 0           |
| 2020               | 0           | 0           |
| 2021               | 3           | 0           |
| 通算               | 21          | 1           |

## タイトル

### クラブ
FCトゥウェンテ
- エールディヴィジ 2009-2010

ヘルタ・ベルリン
- 2. ブンデスリーガ 2010-2011

マッカビ・ハイファ
- イスラエル・プレミアリーグ 2020-21, 2022-23

ハポエル・ベエルシェバFC
- グヴィア・ハメディナ 2021-22